# Girolamo Frescobaldi
Girolamo Frescobaldi (Ferrara, 9 de setembre de 1583 – Roma, 1 de març de 1643) fou un compositor, organista i clavecinista italià del Barroc.

## Sota Bentivoglio
L'acta de baptisme d'Hieronimo o Girolamo Alessandro Frescobaldi fill de l'il·lustríssim Filippo i de Na Lucrezia, burgesos de Ferrara, fou trobada en la catedral d'aquesta ciutat i porta la data de 9 de setembre de 1583, pel que se sap que Frescobaldi va néixer uns dies abans. I sent encara un infant demostrà posseir excepcionals aptituds per cantar i tocar. En vista d'això, fou confiat a l'il·lustre compositor, professor i famós madrigalista Luzzasco Luzzaschi, que també era organista i director musical en la cort d'Este (1543-1607). La precocitat musical del petit Girolamo apareix mencionada p'er l'escriptor de Ferrara Antonio Libanori, el 1674: 
| « | Des d'infant, fou considerat un àngel del cor celestial per la delicadesa del seu cant i la velocitat de les seves mans al tocar. Encara jove, portat per distintes i importants ciutats d'Itàlia, amb la seva dolcesa de cant i la suau forma d'interpretar, Frescobaldi atreia l'oïda a escoltar-lo i les llengües a lloar-lo. | » |

El 1598, durant els sis mesos i mig de la visita a Ferrara, el pontífex Climent VIII (Ippolito Aldobrandini) tingué ocasió d'apreciar les eminents qualitats d'un jove sacerdot de família noble, Guido Bentivoglio (1577-1644), nomenant-lo el seu cambrer secret i, en traslladar-lo a Roma no tardà en elevar-lo a la púrpura cardenalícia. Fou aquesta una circumstancia favorable que assegurà al músic debutant la simpatia i protecció de l'alt prelat.
Al complir la seva majoria d'edat el 1604, i amb l'ajuda del cardenal Bentivoglio, Frescobaldi aconseguí traslladar-se a la metròpoli del catolicisme, ciutat que adquiria cada vegada més poder i bellesa mercès a la contribució de grans arquitectes, escultors, pintors i literats: G. L. Bernini, F. Borromini, S. Rosa, etc., prenent els inconfusibles trets de la nova era del Barroc. El nom de Frescobaldi apareix entre els quaranta agregats a la Congregació i Acadèmia dels professors i mestres de Roma, sota l'advocació de Santa Cecília. Aquesta valoració artística i professional resta avalada i completa per altres noticies referents a Frescobaldi: En les recepcions organitzades pel cardenal Bentivoglio durant la seva estada a Roma, Frescobaldi era cridat perquè actues. Mercès al cardenal Pietro Aldobrandini, entrà a formar part, com a virtuós de la família dels Aldobrandini, actuant en concerts en els seus palaus i residències.

## Marxa vers Flandes
A través de documents i composicions de Frescobaldi trobats per musicòlegs en els arxius lateranenses se sap que el músic treballà com a organista en la basílica de Sant Joan del Laterà, amb un sou mensual d'un escut i mig, des de l'1 de gener de 1607 fins al mes de maig. Bentivoglio, nomenat nou nunci apostòlic a Flandes pel Consistori de 1607, amb el títol d'arquebisbe de Rodas, marxà vers Brussel·les. Havia expressat el seu desig de que el prodigiós músic, junt amb d'altres diplomàtics i artistes, viatgessin amb ell en tal ocasió. Aquesta és la raó de què Frescobaldi abandonés el servei a Laterà. Un musicòleg escriu: «Fou conduït a Flandes, on donà prova de la seva habilitat», realitzant, «també concerts amb el llaüt gran». D'aquest mateix viatge en parla Alessandro Piccinini. A Brussel·les, a casa del seu protector, va compondre el seu primer treball, el Primer llibre de madrigals a 5 veus, que envià a Anvers per a publicar-lo en la impremta del con P. Phalé i dedicat a Ventivoglio (en una carta datada del 13 de juny de 1608). L'1 de juliol ja es trobava a Milà, entregat a la impressió de la seva segona creació, el Primer llibre de fantasies a 4 veus, tal com consta en una carta seva.
Després es traslladà a Ferrara, on i va romandre fins al novembre i dedicà la seva nova composició al general de les tropes pontifícies allà destacades, Francesco Borghese, duc de Rignano i germà del nou papa Pau V (Camilo Borghese). El novembre ja es trobava novament a Roma, on havia tingut lloc un esdeveniment important: el capítol de Sant Pere havia acomiadat «per motius justs», probablement, per un greu desequilibri mental, al cèlebre Ercole Pasquini, natural de Ferrara, encarregat de l'orgue de la Capella Giuliana. Per la seva substitució es convocà un concurs públic en el que Frescobaldi aconseguí els vots precisos. Frescobaldi va rebre una assignació de sis escuts mensuals pel nou càrrec. En aquella època s'utilitzaven tres orgues en la basílica vaticana, dos fixos i un de portàtil, encara que en les grans solemnitats litúrgiques si podien afegir-se altres. L'orgue utilitzat normalment per Frescobaldi encara continua en la Capella del S. S. Sagrament. Posseeix dos registres principals de 8' i 16', un de 8', dues cornetes i el ple; el del cor té 16 registres. El pedaler té 5 notes (do, re, sol i la).

## Vida familiar
En el capítol de la vida familiar, el músic, que per aquella època vivia en la parròquia de Sant Eustaqui, s'enamorà d'una jove de 22 anys, Orsola del Pino. D'aquest amor va néixer un infant i els seus pares regularen la seva situació i es casaren el 1613 en la parròquia de Santa Maria in Via. El mestre es traslladà a viure a casa dels seus sogres. Cinc mesos després naixia una nova nena, i posteriorment nasqueren altres tres fills. Mentre tant l'octubre de 1614, Gonzaga, duc de Màntua, havia encarregat al vell cantant romà Paolo Facconi que li contractés bons cantants. Frescobaldi se sentí interessat per la proposició que li feu el duc, gran admirador seu. a través d'aquestes cartes, es pot intuir que l'artista tractava d'aconseguir un trasllat complet i definitiu. Sol·licitava un sou anual de 600 ducats, així com l'assignació de béns immobles amb múltiples garanties. La petició degué, segurament, alarmar a la cort. De totes formes, Gonzaga, al que Frescobaldi havia dedicat el seu volum Tocatas y partitas en tablatura para clave, decidí prosseguir els contactes amb el músic. Una vegada acabats els laboriosos tractes entre l'encarregat Facconi i el secretari del duc, Giovanni Magni, el 1615, Frescobaldi es dirigí a Màntua, deixant a Roma tota la seva família.

## Ràpid desengany
Però tanmateix, les seves esperances es van veure ràpidament defraudades, ja que la gent de la cort i el mateix duc el deixaren completament de banda i tampoc respectaren les condicions econòmiques pactades. Degut això, l'artista retornà a Roma al finalitzar el seu segon mes d'estança a Màntua. Probablement s'havia adonat, a més, de què la situació política i militar de Màntua enfront l'Imperi era cada vegada més tèrbola i perillosa. resulta simptomàtic el fet que, aquell mateix any, també Monteverdi decidís abandonar la seva activitat en la ciutat dels Gonzaga. El fet que entre 1615 i 1624 no aparegués cap o quasi cap nova edició de les seves obres no permet suposar que es produís una crisi creativa en el músic, sinó, més aviat, que durant aquest període s'estaven madurant noves temàtiques i formes en el cervell de l'artista. El 1624 aparegué el Primer llibre de capricis sobre temes diversos i àries en partitura, dedicat a Alfons III d'Este, príncep de Mòdena. Potser que es tractés d'una última temptativa per canviar de residència, tal com sembla indicar una carta seva de 1624. Una edició revisada dels Capricis fou dedicada al reverend Luigi Gallo, nunci apostòlic a Chambery, amb data de 1627.
Aquell mateix any fou presentat, dintre del Segon llibre de tocates, un retrat de l'artista, realitzat per l'agustí Saliani i gravat per C. Sax. el 1628 arribà a Roma Ferran II de Mèdici, gran duc de Toscana, i va romandre allà fins al març, per a visitar el Papa. Després acceptà la invitació dels nobles Aldobrandini per assistir a un concert de cant i instrument en el seu sumptuós Palau del Corso. És probable que Frescobaldi, virtuós de l'aristocràtica família, actués en aquesta ocasió, provocant l'admiració i l'aplaudiment general amb el seu art. El gran duc decidí donar el seu consentiment per emprendre les negociacions amb el músic i contractar-lo com a virtuós de la cort de Florència. Frescobaldi dedicà al príncep el seu Primer llibre de cançons a 1. 2- 3. i 4 veus. Una volta assolit aquest lloc, sol·licità i aconseguí l'autorització del Capítol de Sant Pere per absentar-se, dirigint-se a Florència amb la seva família. Florència era, des de feia diversos segles, el centre de la cultura i de l'art. el teatre musical d'estil recitatiu s'havia escampat per aquesta ciutat feia quaranta anys. Haguda compta de l'ambient i del caràcter de la gent de a Toscana, es podia preveure que les apreciacions dels acadèmics locals, dels humanistes hel·lenitzant-s, dels refinadíssims i sarcàstics «gentiluomini» i de les enjoiades senyores de societat, tots ells enemics declarats dels artistes massa instintius, no fossin gaire favorables.

## La vida a Florència
Potser el més escèptic i mordaç fos Giovanni Battista Doni, erudit i humanista aristocràtic i estètic de l'estil recitatiu, el qual, trobant-se a Florència en aquell temps, escriví una lletra al musicòleg francès Marin Mersenne (1640): 
| « | Frescobaldi és l'home més hàbil d'Itàlia per a tocar l'orgue i el clavicèmbal i adaptar una composició...però és força groller i diuen que és incapaç de distingir un semitò major d'un menor. I afegia: No sempre entén els vocables que apareixen en les poesies, i pregunta el seu significat a la seva esposa. | » |

(Carta del 7 d'agost de 1635). De totes maneres, és sabut que Doni no suavitzà les seves crítiques ni amb el mateix Monteverdi. El crític assimilà Frescobaldi amb altres autors a l'hora de realitzar les seves critiques a l'estil vocal: 
| « | L'error consisteix en què, en ves d'expressar i imitar tot el concepte, aplicant-li una melodia adequada, es posen a expressar les paraules separades unes de les altres, creient que això és la verdadera imitació dels mots, com la denominen, quan en realitat e stracta d'una forma d'imitar molt grollera i massa afectada. | » |

Malgrat aquestes opinions negatives, Frescobaldi no era mal tractat en la cort dels Medicis i gaudia d'un sou mensual de 50 escuts (molt més del que guanyava a Roma), de manera que, per satisfer el gust del gran duc, de la duquessa i molts nobles, per les composicions monòdiques, va escriure i edità el 1630 dos Llibres d'àries musicals per a ser tocats en el clavicèmbal i la tiorba a 1, 2, i 3 veus (editats per G. B. Landini).
El primer d'aquells llibres fou dedicat a Ferran II, el qual contribuí en les despeses, i el segon al marquès Obizi, gran escuder. Es tracta d'obres d'una efectiva melodia que mostren la fluida i genial versatilitat del compositor, apropant-se a l'estil de Luigi Rossi, virtuós dels Borghese i, més tard, dels Barberini a Roma, hoste també de la cort dels Medici. La presencia en la cort de dos cèlebres cantants, Adriana Basile i la seva joveníssima filla Leonora Baroni, aquell mateix any de 1630 permet suposar que aquestes àries foren presentades en concert. Per l'any 1633 l'artista es va veure obligat a retornar a Roma, junt amb la seva família, d'una manera un xic anticipada. Els seus biògrafs atribueixen aquest fet a la greu situació de carestia, pestes i conflictes que a travessava la Toscana, encara que és possible que intervinguessin altres causes. En qualsevol cas, Frescobaldi retornà a Roma a finals del mes d'abril de 1634, reprenent la seva activitat en la Capella Giulia el primer de maig, tal com indica el llibre de sous. En els rebuts posteriors al 26 d'abril de 1635 es pot comprovar un augment de dos escuts mensuals en la seva paga. Durant el temps que va romandre a Florència tingué alumnes com Francesco Nigetti.

## Establiment i mort a Roma
El seu fill Domenico, de vint anys, aconseguí el lloc de clergue beneficiat. El nou rector era el compositor Virgilio Mazzocchi. Frescobaldi s'instal·là amb la seva família en una casa propietat de Menichelli, prop del Fòrum de Trajà. El 1634 apareix una reedició de les Cançons de 1628. L'any següent, Frescobaldi viatja a Venècia per a supervisar la publicació del seu nou volum, Flors musicals de composicions diverses, un genial epíleg progressista. Mentre tant anava augmentant el nombre d'alumnes, tant italians com estrangers, en l'especialitat d'orgue i de composició musical. La seva era una gran escola amb caràcters inconfusibles, i d'una enorme fecunditat, propagada arreu. Entre els seus alumnes italians hi havien Bartolomeo Grassi da Lucca, Bernardino Roncaglia, mestre de Lucca; Giovanni Angelo Muzzi, impressor; Lucia Coppi, jove romana considerada com la millor imitadora de l'estil fònic del mestre; Luigi Battiferri (1610-1675). Entre els estudiants d'altres nacionalitats destaca Johann Jakob Froberger (1616-1667) el qual l'octubre de 1637 aconseguí de la cort de Viena l'autorització per acudir a Roma a perfeccionar-se, amb una ajuda de 200 florins. Froberger va romandre a Roma fins al març de 1641 En els ambients francès i alemany, constituí el major divulgador de l'estil i tècnica de Frescobaldi. També van anar a Roma Johann C Kerll (1620-1693) i Franz Tunder (1614-1667). Des de 1628 a 1634 va ser organista a la cort dels Mèdici, a Florència. Tunder fou el sogre de Dietrich Buxtehude. Igualment M. Kappeler (1615-1675), el qual en regressar a Alemanya, fou organista en la cort d'Hussen (Prússia).
El 1642, Frescobaldi supervisà la reedició, en el taller de Vincenti, de Venècia, dels Capricis, cançons i ricercari. Quan contava 59 anys i mig d'edat (estant encara en servei actiu en la basílica de Sant Pere), afectat per unes febres malignes, morí, la nit de l'1 de març de 1643. L'endemà el fèretre fou traslladat de la capella de Sant Llorenç in Montibus a la propera basílica dels S. S. Apòstols, on tingueren lloc els solemnes funerals, amb la contribució dels més insignes artistes. A través de les cròniques de l'època se sap que la seva sepultura es troba en la Capella de l'Esperit Sant.

## Tradicionalista o revolucionari?
Davant aquesta pregunta, cal precisar que el fet d'haver estat confiat des de molt jove a un artista i pedagog de la talla de Luzzasco Luzzaschi li marcà el camí i suposà una ajuda molt gran per al músic. Frescobaldi no refusà ni els títols ni les formes i tècniques apreciades pels seus predecessors del segle xvi. Alguns escriptors estimen que la gènesi de certes actituds estilístiques de Girolamo Frescobaldi s'ha de cercar en els organistes del segle xvi, espanyols i venecians. El cert és que el diatonisme constitueix el fonament constructiu del gener instrumental i vocal, destinat generalment a l'església i lligat, per tant, a modalitats del passat, malgrat que el nou sentit tonal també apareix en la seva música. Les inflexions cromàtiques no se succeeixen de forma indiscriminada, sinó que nomes surten davant determinats objectius i amb aptituds personals. Les distintes estructures tradicionals emprades per Frescobaldi (fantasies, ricercari, partitas, tocates, i més tard, capricis i flors musicals), enuncien progressivament noves tipologies amb les inconfusibles característiques de la primera època del Barroc, presents en les seves composicions, que sumen més de 300 en total. Aquestes mateixes característiques tornem a trobar-les quan adoptà les estructures trípticas de Gabrielli, augmentant en número de seccions, portant-lo de 5 a 7 i 9, i creant nous equilibris.
Una aportació decisiva, desenvolupada progressivament, és la potenciació de la gran tècnica de la fuga en els seus aspectes més versàtils, seriosos i jovials, convincents i agradables. Tots aquest elements obren horitzons sense explorar que durant generacions, han fet lloc a la producció de grans pàgines organístiques, no solament a Itàlia (Maione (1565-1627), Trabaci (1575-1647), Poglietti ([...?]-1683), Fontana (1571-1630), Penna (1613-1693), sinó a més, i principalment, a França i Alemanya, des de Froberger a Kerll i Buxtehude, que arriba fins al mateix J. S. Bach. Aquest és un mèrit unànimement reconegut en l'actualitat.
Capítol a part mereixen les seves improvisacions a l'orgue, caracteritzades per una agilitat excepcional i una gran força i colorit, que atreien a una multitud d'admiradors. Antonio Libanoni explica: 
| « | Cada vegada era més evident la seva gran facilitat i la seva desmesurada qualitat en el cant i la composició...les seves improvisacions eren tan difícils, que a qualsevol altre músic li semblava impossible cantar-les i tocar-les bé. Però ell, tant mateix, no sols les tocava amb gran facilitat, sinó a primera vista i, inclús, amb la mà a l'inrevés, és dir, amb el palmell de la mà cara enlaire... | » |

Enfront el renovat triomf de l'òpera i en la cantata de la monodia i del virtuosisme laríngia, tan imponent creació constituïa un vèrtex autònom i quasi contraposat de la musicalitat italiana del segle xii. A més, Frescobaldi deixà, tal com només ell podia fer-ho, una vibrant i personal empremta en el repertori vocal europeu d'aquella època.
Junt a les seves àries sacres i profanes, editades entre 1610 i 1622 (que no constitueixen la totalitat d'obres creades en aquest període), hi ha les àries compostes i aplaudides durant la seva estada en la cort florentina, el 1630, així com les seves prodigioses exhibicions en l'orgue de "Santa Croce". Seria interessant efectuar una comparació critica amb les àries de molts dels seus contemporanis, especialment de Monteverdi, Grandi, Luigi Rossi i Carissimi. En el seu conjunt, la personalitat artística de Frescobaldi no fou objecte de crítiques gaire adverses, negatives o inexistents. Pel contrari, rebé sincers i convençuts elogis, que més d'un biògraf seu no tardà en divulgar.

## Obra
Un important estudi comparatiu és el realitzat entre l'art de l'italià Frescobaldi i el del seu contemporani Samuel Scheidt, alt representant de la música alemany del Nord. Veieu ací, per acabar, una relació recent de les composicions de Frescobaldi:
- Primer llibre de madrigals a 5 veus (Anvers, 1608), P. Phalese, dedicat a monsenyor Bentivoglio;
- Tres cançons per a 4 violes i 4 chitarroni (Venècia, 1608);
- Raveri; Primer llibre de fantasies a 4 veus (Milà, 1608), dedicat a Francesco Borghese;
- Tocata i partites en tabulatura per a clave (1614), 4.ª reed. 1615;
- Ricercari i cançons franceses fetes per a diversos compromisos (Roma, 1615);
- Primer llibre; Peccavi a tres veus. Dues sopranos i tenors. Amb baix continu, en Selectae Cantiones, de Fabio Costantini (Roma, 16161);
- Àngelus and Pastores a tres veus, Dues sopranos i tenor amb baix continu, en Scelta di Motteti... de Fabio Costantini (Roma, 1618);
- tres àries: «O bell'occhi che guerrieri», «Lumi vaghi ch'amorosi» i «Stelle amate, alme pupille», per a veu solista, G. B. Robletti (Roma, 1621);
- «Alla gloria, allí honori» per a veu solista, en Ghirlandetta... de Fabio Costantini (Roma, 1621;
- «Ego sum panis vivus» a tres veus, en Lilla Campi, de Robletti (Roma, 1621);
- «Era l'anima mia», en dos cants, en L'Aurora Cintia, de Fabio Costantini (Roma, 1622);
- Primer llibre de capricis sobre temes diversos i àries en partitura (Roma, 1624);
- Soldi; reimpressió de 1626, dedicada a Alfonso d'Este, príncep de Mòdena;
- «Jesu rex admirabilis» en dos cants i tenor, en Sacri Affetti... de Sammaruco (Roma, 1625);
- Primer llibre de capricis, cançons franceses i ricercari sobre temes diversos i àries en partitura (Roma, 1626);
- Segon llibre de tocates, cançons, versos d'himnes, magnificat, gallardes, courants i altres partites en tabulatura per a clave i orgue (Roma, 1627), reimpressió el 1637;
- Liber secundus diversarum modulationum singulis, binis, ternis, quaternische vocibus (Roma, 1627), exemplar únic incomplet conservat en la Biblioteca H. Prunières de París;
- Primer llibre de cançons a 1, 2, 3, i 4 veus, adaptades per a tocar-les amb qualsevol tipus d'instruments (Roma, 1628);
- Primer llibre de cançons a 1, 2, 3, i 4 veus, una per a ser tocada a l'espineta sola, o llaüt, una altra amb espineta i violí, o llaüt i violí, Donades a la llum per Bartolomeo Grassi, organista de Santa Maria d'aquiro, de Roma (Roma, 1628), reimpressió de 1634;
- Primer llibre d'àries musicals per a ser tocades al clave i la tiorba. A 1, 2, i 3 veus. Dedicada al Sereníssim Gran Duc de Toscana (Florència, 1630); Landini;
- Segon llibre d'àries musicals per ser tocades al clave i ala tiorba. A 1, 2, i tres veus (1630). Dedicat al marquès Roberto Obizi;
- Flors musicals de diverses composicions, tocates, àries, cançons, capricis i ricercari en partitura a quatre, útils per a repicadors (Venècia, 1635); Vinaziati, pag. 104;
- Manum suam misit hostis, per a veu solista, B. C. Bolonya, sense data; In te Domine speravi, per a 3 cors; Salmo, Bolonya;
- Cançons a la francesa, en partitura, llibre 4.º, 2.º pòstum (Venècia, 1645), Ed. Voncenti. dedicat a l'abat de ST. Salvatore, Giovanni Pozzo. El 2.º i el 3.º llibre de cançons no han pogut ser trobats;
- Quatre composicions instrumentals, en el Museu Baugn, de la Biblioteca Nacional de París;
- part de 2 misses per a 2 cors. 8 veus i orgue amb baix continu, amb les inicials de l'autor, «G. Fdi», trobada per monsenyor Casimir en els Arxius Lateranenses. La primera missa gira sobre lÀria della Monica, amb idèntiques alteracions cromàtiques. La segona, amb la mateixa gràfia, gira sobre lÀria di Fiorenza.
- Catorze composicions per a orgue, manuscrites, descobertes a l'Arxiu Vaticà pel reverend Alessandro Santini i editades el 1940. Són tocates d'una amplia estructura, a voltes seguides d'una cançó tripartida (quasi un preludi i fuga). Un ricercare clàssic i un altre cromàtic. Dos capricis. L'estil és característic del període 1614-1627, evolucionant vers noves formes.

## Resum
En total, i fins al moment, es coneixen unes tres centes obres instrumentals, vocals, sacres i profanes. De totes formes, no es pot considerar que aquesta sigui la producció total del mestre, ja que els seu fidel alumne va escriure: 
| « | ...el senyor Gerolamo ha fet molts més volums, i continua fent més, ja que és molt eminent en l'art de compondre improvisadament i, com es pot veure a Roma, fa coses meravelloses. Malgrat tot, el treball i les despeses da la impremta no permeten que vegin la llum. | » |

Semblants són les declaracions del monjo Severo Bonini. Posteriorment, Ottavio Pitoni, en les seves Notizie dei maestri di capella, afirmava que Frescobaldi havia compost també algunes sonates da cambra. No queda descartat el que noves investigacions assoleixin treure a la llum creacions desconegudes, sobretot, de les noves orientacions d'avantguarda de l'últim període de la seva vida.